# Elizabeth Fleischman

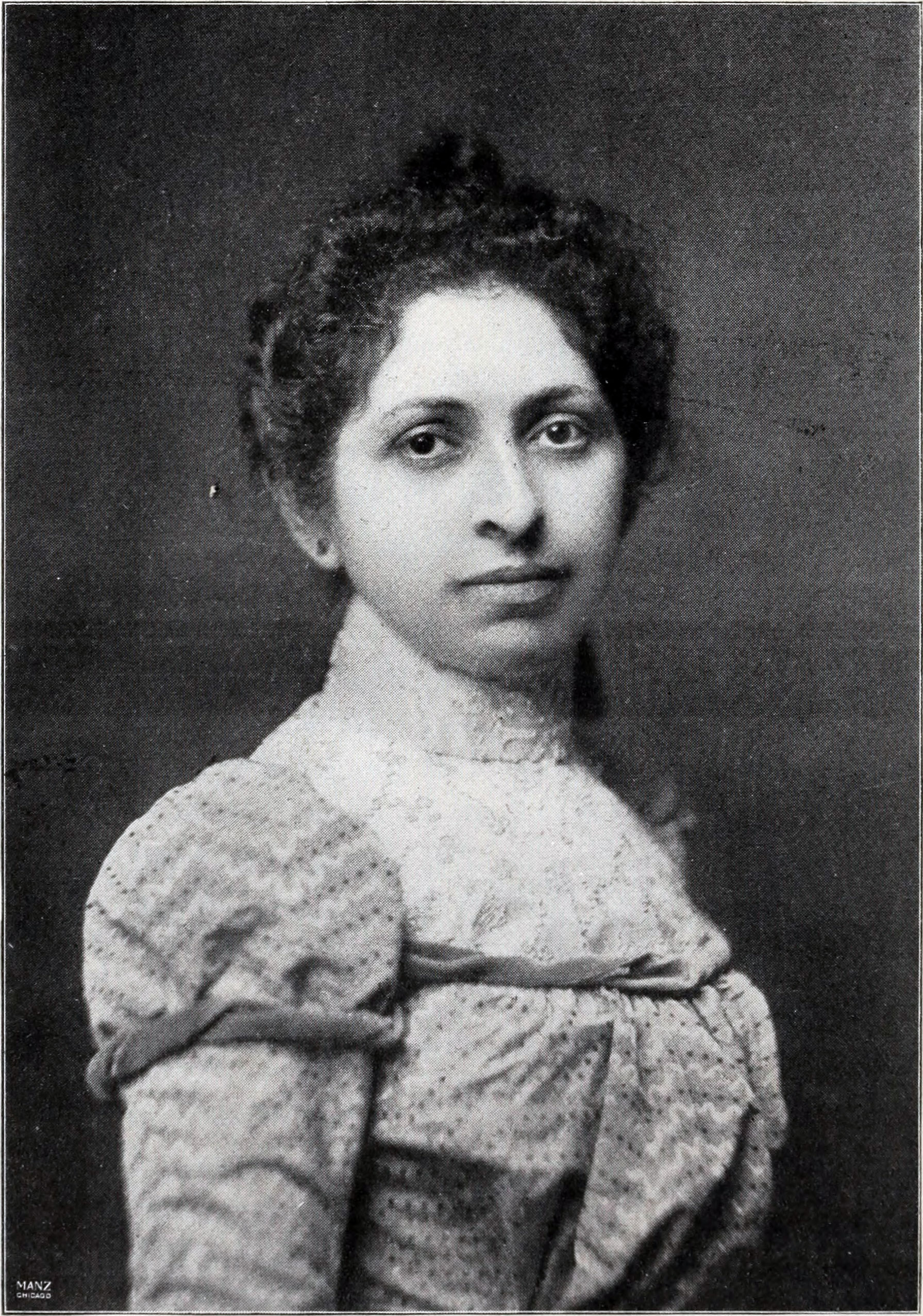
Elizabeth Fleischman, 1899

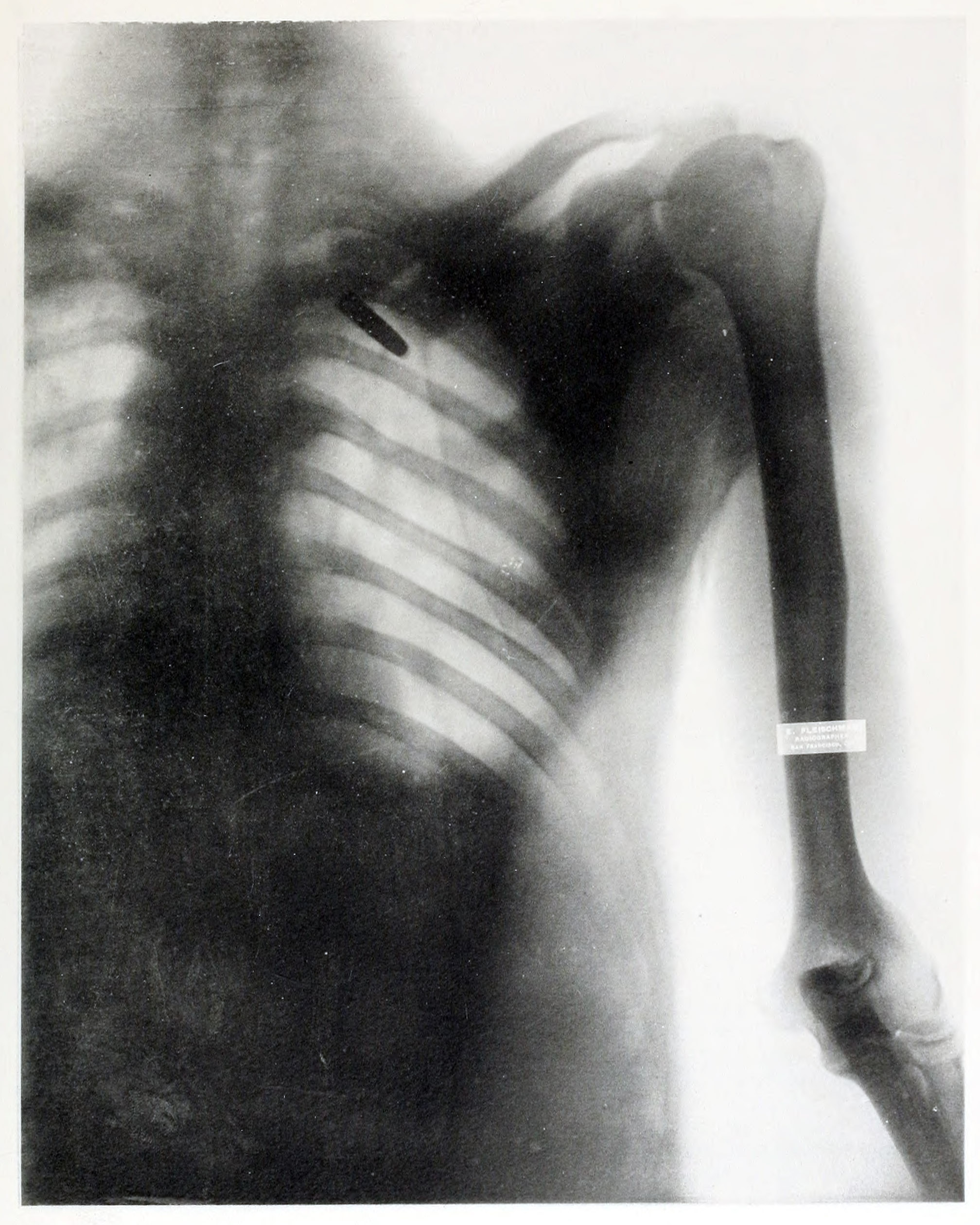
Röntgenbild von James Edwards, einem Soldaten, der während des Spanisch-Amerikanischen Krieges verwundet worden war. Die Aufnahme zeigt ein Mauser-Projektil, das durch die Wirbelsäule ging und 5 cm rechts von der Wirbelsäule über dem dritten Interkostalraum lag. Aufgenommen von Elizabeth Fleischman

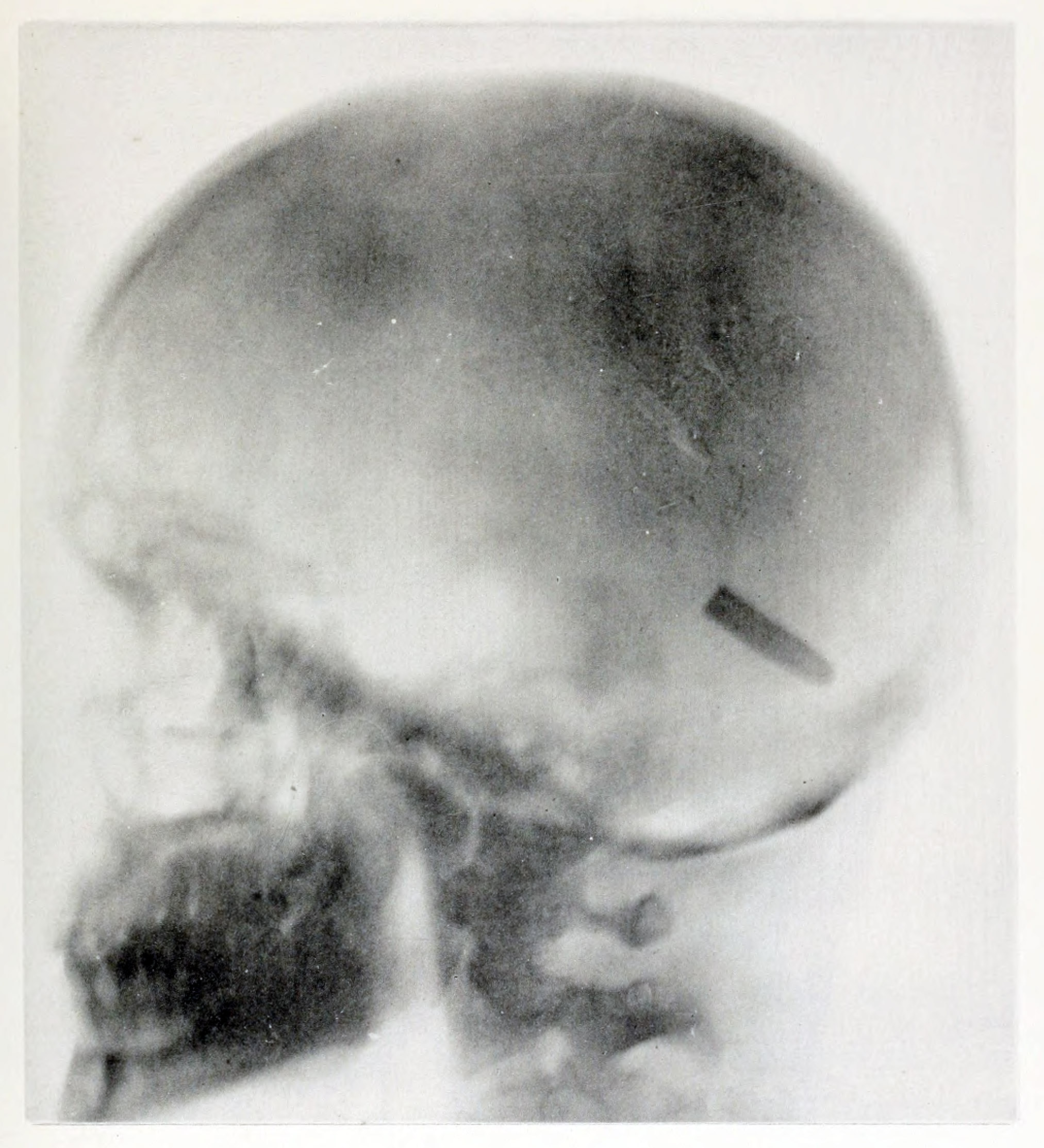
Röntgenaufnahme des Schädels von John Gretzer Jr. mit einem Projektil im Gehirn. Aufgenommen am 20. August 1899 von Elizabeth Fleischman

Elizabeth Fleischman-Aschheim (* 5. März 1867 in Placerville, Kalifornien; † 3. August 1905 in San Francisco, Kalifornien) war eine amerikanische Radiografin, die als Röntgenpionierin gilt. Sie war die erste Frau, die an den Folgen von Röntgenbestrahlung starb.

## Leben und Werk
Elizabeth Fleischman (auch: Fleischmann) wurde als eines von fünf Kindern jüdischer Einwanderer aus Österreich geboren. Ihre Mutter Katherine Lezansky wurde in Prag geboren und hatte mehrere Familienmitglieder, die Ärzte in der heutigen Tschechischen Republik waren. Ihr Vater Jacob Fleischman war Bäcker. Die Familie lebte seit 1876 in San Francisco, wo Elizabeth bis 1882 die Girls’ High School besuchte. Um ihre Familie zu unterstützen, belegte sie Kurse in Buchhaltung und Büroorganisation und arbeitete eine Zeit lang als Buchhalterin bei Friedlander & Mitau, einem Unterwäschehersteller in San Francisco. Nach dem Tod ihrer Mutter zog sie zu ihrer Schwester Estelle und arbeitete in dem Büro von deren Ehemann, dem englischen Arzt und Chirurgen Michael Joseph Henry Woolf. 1896 las sie von Wilhelm Röntgens Entdeckung der Röntgenstrahlung, über die in der Morgenausgabe von „Die Presse“ in Wien berichtet wurde. Im August 1896 nahm sie in San Francisco an einem öffentlichen Vortrag und einer Präsentation von Röntgengeräten durch Albert Van der Naillen teil und schrieb sich an der Van der Naillen School of Engineering ein, wo sie Elektrotechnik studierte. Nach Abschluss des Studiums lieh sie sich Geld von ihrem Vater, um Röntgengeräte zu kaufen. 1897 richtete sie sich in San Francisco ein Röntgenlabor ein, wo sie Patienten im Auftrag lokaler Ärzte untersuchte. Diese Arbeit erforderte sowohl anatomisches als auch fotografisches Fachwissen, um klare Bilder zu erzeugen.

## Röntgenpionierin
1898 berichteten amerikanische Zeitungen über die Ergebnisse ihrer Arbeit, bei der kommerziell gehandelte Lebensmittel mit Röntgenstrahlen untersucht wurden, um Verunreinigungen festzustellen. Im Dezember 1898 begann sie als Radiografin für die US-Armee zu arbeiten, die verwundete Soldaten aus dem Spanisch-Amerikanischen Krieg über San Francisco in die USA zurückschickte. Am 20. August 1899 machte sie eine ihrer berühmtesten Röntgenaufnahmen, die ein 7-mm-Mauser-Projektil im Gehirn von John Gretzer Jr. zeigt, der auf den Philippinen verwundet worden war. Berichte über den Fall wurden 1902 im International Text-Book of Surgery und weiteren Zeitungen veröffentlicht. Auch über einen weiteren Fall eines Projektils im Schädel eines von Fleischman geröntgten Soldaten wurde 1899 in Zeitungen berichtet. Ihre Arbeit während des Spanisch-Amerikanischen Krieges wurde vom Surgeon General der US Army, George Miller Sternberg, gelobt. Einige ihrer Röntgenbilder dienten dem Chirurgen William Cline Borden zur Illustration seines Buches über die medizinische Verwendung von Röntgenstrahlen im Spanisch-Amerikanischen Krieg.
1900 heiratete Fleischman im Alter von 32 Jahren den stellvertretenden Sekretär des California Board of Education, Israel Julius Aschheim. Im März 1900 wurde sie Gründungsmitglied der Roentgen Society der Vereinigten Staaten, die später zur American Roentgen Ray Society wurde. Sie gehörte zu den wenigen Mitgliedern der Gesellschaft, die kein Arzt waren. Im selben Jahr beschrieb das 1897 gegründete American X-ray Journal ihre Arbeit und Leistungen.
Zu der Zeit, als sie als Radiologin arbeitete, waren Röntgenröhren nicht nur ungeschirmt, es war auch üblich, dass Bediener ihre eigenen Hände vor ihr Fluoroskop legten, um die Exposition zu überprüfen. Außerdem setzte sich Fleischman häufig selber den Röntgenstrahlen aus, um den Patienten zu zeigen, dass das Verfahren schmerzfrei war. Ab 1903 traten die Auswirkungen von sieben Jahren ungeschützter Röntgenexposition als Röntgendermatitis an ihren Händen auf. Sie führte diese Hautirritationen auf die Chemikalien zurück, die sie bei der Entwicklung von Fotoplatten verwendete. 1904 war sie für die Einführung von Schutzmaßnahmen für die Betreiber von Röntgengeräten verantwortlich. Sie kommentierte die Vorzüge von Doppelglasscheiben und Metallen wie Blei, Aluminium, Eisen und Kupfer, um Röntgenstrahlen abzuschirmen. Ende 1904 entwickelte sich ihre Dermatitis zu Krebs. Ihre Ärzte versuchten, einen Tumor an ihrer rechten Hand zu entfernen, aber dies konnte das Fortschreiten des Karzinoms nicht stoppen und 1905 wurden ihr rechter Arm und ihr Schulterblatt mit dem Schlüsselbein amputiert. Die Ausgabe vom 4. März 1905 der Zeitschrift Electrical World and Engineer berichtete über die Amputation von Fleischmans rechtem Arm und ihren Rückzug aus dem Bereich der Radiographie.
Vier Monate später trat der Krebs erneut auf und in ihren Lungen wurden Metastasen gefunden. Fleischman starb am 3. August 1905 im Alter von 38 Jahren. Die im San Francisco Examiner und in der San Francisco Chronicle veröffentlichte Todesanzeige vermerkte, dass sie die zweite Person und die erste Frau war, die an den Folgen der Röntgenexposition starb. 1904 war Clarence Dally, ein amerikanischer Glasbläser und Assistent von Thomas Edison, unter ähnlichen Umständen wie Fleischman gestorben.